# Anonima diariusz peregrynacji włoskiej, hiszpańskiej, portugalskiej
Anonima diarjusz peregrynacji włoskiej, hiszpańskiej, portugalskiej (1595) to anonimowy polski utwór z gatunku literatury podróżniczej. Niepełny rękopis, pozbawiony początku i końca, pochodzi z XVII wieku. Zachowane fragmenty to relacja z podróży z 1595 roku po Włoszech i Półwyspie Iberyjskim, rozpoczynająca się 3 marca w Neapolu, a kończąca 21 października w Lizbonie.

## Rękopis i edycja Diarjusza
Zachowane fragmenty dzieła zostały wydane w 1925 r. w Krakowie przez Jana Czubka. Według badacza, fragment dziennika nie jest oryginałem wychodzącym spod ręki samego polskiego podróżnika. Wskazują na to między innymi ogromne ilości adnotacji oraz cytatów zaczerpniętych z innych tekstów, które musiały zostać dodane już po zakończeniu podróży. Ponadto powtarzające się błędy wskazują na brak znajomości łaciny, języka hiszpańskiego i włoskiego; z kolei pomyłki w zapisie polskich słów poskutkowały stworzeniem przekłamanych zdań. Historyk sugeruje, iż autorem rękopisu był najprawdopodobniej niewykwalifikowany skryba, który stworzył kopię dziennika o przeciętnej jakości. Wydana w 1925 r. część dziennika to niewielki fragment całego opisu podróży; reszta została wyrwana i skradziona z księgi, która najprawdopodobniej zawierała całość tekstu.

## Anonimowy autor
Autorem, który pozostaje niezidentyfikowany, może być szlachcic z okolic Krakowa. Według Henryka Barycza mógł nim być polski poeta, urodzony w XVI wieku, Stanisław Niegoszewski. Alojzy Sajkowski wskazał na kasztelana przemyskiego Stanisława Wapowskiego. Z kolei Tadeusz Feliks Hahn zasugerował gdańskiego żeglarza Krzysztofa Pawłowskiego. Władysław Magnuszewski, jako jeden z ostatnich sugerujących konkretnego mężczyznę jako autora dziennika, uważał krakowskiego jezuitę Fryderyka Szembeka.
Anonima przedstawia się w pracach badawczych jako człowieka młodego, w pełni sił, charakteryzującego się wielką odwagą, czego wymagała wówczas podróż po znacznej części Europy. Dziennik wskazuje również na jego zainteresowania. Ochoczo zgłębiał historię starożytną: jego zapiski zawierały inskrypcje ze zwiedzanych budowli i oglądanych zabytków. Studiował legendy obiegające zwiedzane tereny, starał się wzbogacać swoją wiedzę dotyczącą miejsc, w których się znajdował. Jego uwagę przyciągała też architektura i malarstwo. Zwracał uwagę na kwestie będące ściśle powiązane z regionalnymi tradycjami, obyczajami, jak również na kwestie polityczne, i administracyjne. Jego relacje są przepełnione też opisami przyrody panującej na południu Europy. Można przypuszczać, iż rodzina Anonima wywodziła się z jednej z wyższych warstw społecznych z racji możliwości wysłania jednego z członków w podróż trwającą przynajmniej siedem miesięcy. Natomiast pochodzenie podróżnika można zawęzić to ziemi proszowskiej ze względu na wspomnienie tych terenów przez samego autora dziennika.
Uważnie obserwował, analizował i opisywał spotykane miejsca. Był człowiekiem wykształconym i posiadał obszerną wiedzę. Jedną z najbardziej charakterystycznych cech Anonima było ogromne oddanie wierze religijnej, którą wyniósł z rodzinnego domu. Wiedza teologiczna i liturgia kościelna to tematyka, z której posiadał największą wiedzę. Poszerzał znajomość kultu świętych w religii chrześcijańskiej. Wszelkie wydarzenia i kwestie związane z religią przyjmował jako prawdę, której nie dało się podważyć. Jego stosunek do innowierców był bardzo negatywny: okazywał im uprzedzenia i brak szacunku.

## Trasa Anonima
Podróżnik przebył drogę przez południe Europy: Włochy, Maltę, Hiszpanię, Portugalię Jego notatki rozpoczynają się od wpisu z Neapolu w dniu 3 marca 1595 roku. Do 25 sierpnia w głównej mierze wykorzystywał drogę morską. Po przybyciu do Barcelony podróżował już po lądzie. W przeciągu kilku miesięcy odwiedził Capri, Kalabrię, Katanię, Messynę, Salerno, oraz Sycylię. Miał możliwość zwiedzenia Paoli, Syrakuzy, Terraciny i Trapani. Przejechał też przez Asturę, Elbę, Monte Circello, Orbetello i Terracinę. Z rejonów Marsylii dostał się na Majorkę, z której rozpoczęła się podróż po ziemiach hiszpańskich. Zwiedził Barcelonę, a stamtąd wyruszył do Montserrat, Leidy, Acali de Henares, Escorialu, Madrytu, Toledo, Kordoby, Arviony, Sewilli i Lizbony.

## Włochy i Hiszpania oczami Anonima
Anonim sporządzał notatki w sposób bardzo dokładny. Spisywał miejsca, w których się znajdował, włączając nawet starożytne nazwy miast. Zapisywał przebyte rzeki, odwiedzone ziemie, opisywał ukształtowanie terenów, wyliczał rodzaje upraw i plonów zarówno we Włoszech jak i Hiszpanii.
Anonim w głównej mierze zachwycał się infrastrukturą sakralną we Włoszech. Notatki są przepełnione informacjami dotyczącymi kościołów i świątyń. Jego pasję i wielkie oddanie wierze widać przy każdym fragmencie poświęconym religii. Spisywał wszystkie cuda, które miały miejsce w odwiedzanych przez niego miastach i wsiach. Przepisywał inskrypcje ze ścian i grobów, które odnajdywał sam lub wskazywali mu mnisi. Wszelkie dodatkowe informacje, które dodawał do swoich wspomnień, pochodziły z map, tekstów starożytnych i relacji mieszkańców. Informował krótko o instytucjach naukowych, które mijał po drodze. Z części dziennika wynika, iż jedynie wybrane miejsca opisał dość dokładnie: począwszy od podziału miast na dzielnice, kończąc na historiach, które były z nimi związane. Dodawał informacje o ludach wcześniej zamieszkujących opisywane tereny. W Messynie zanotował, iż miasto przepełnione jest szlachtą wyróżniającą się na tle innych: nie interesowali się bowiem jakimikolwiek formami rozrywek. Architekturę miejską opisał jako staroświecką i plugawą. Z kolei większość portów, do których dopływał, oceniał jako świetnie rozplanowane i wybudowane. Opisał m.in. okolice Katanii, pełne wiosek i folwarków, jako obfite winem, zbożem i owocami. Fortece i zamki określał mianem zaniedbanych. Wspominał wielokrotnie o nieurodzaju i niedostatku, który dotknął wiele części kraju. Z powodu ogromnej biedy w państwie, miał do czynienia ze złodziejami chcących go okraść ze wszystkiego. Wdał się również w bójkę z jednym z żołnierzy ze statku, który porwał go i okradł. Jego kontakt z ludźmi ograniczał się do rozmów z pospólstwem, żołnierzami i pracownikami statków. Choć czasami Włosi okazywali się być dla polskiego podróżnika pomocni i łaskawi, to jednak społeczeństwo oceniał jako nieco zacofane i w wielu sytuacjach nieprzychylne przyjezdnym. Krytykował również sposoby prowadzenia polityki i obejmowania urzędów: ocenił sytuację jako o wiele gorszą od panującej w tamtych czasach w Polsce.
Anonim opisał Hiszpanię jako państwo podzielone na pięć prowincji i dwanaście królestw, o ustroju monarchicznym, posiadającym konsylia, rady królewskie oraz władzę sądowniczą. Określił kraj mianem bardzo katolickiego. Wypisał siedem arcybiskupstw i czterdzieści sześć diecezji oraz cztery zakony rycerskiej znajdujących się na terenie Półwyspu Iberyjskiego. Charakteryzował również pokrótce instytucje naukowe napotykane w czasie podróży. Podróżnik zawarł w swoich notatkach opisy architektury hiszpańskiej dotyczącą zarówno budowli zabytkowych i tych użyteczności publicznej. Poświęcił też czas na scharakteryzowanie malarstwa, szczególnie tego znajdującego się w Escorialu. Opisał sztukę rzeźbiarską i sposób wykorzystania wielu materiałów oraz kruszców w budowie i zdobnictwie. Zanotował również informacje dotyczące przemysłu m.in. w Toledo. W Saragossie zachwycił się jakością wykonania wyrobów ze skóry, oceniając je jako najlepszej jakości w kraju. Komplementował również prace wykonane przez rzemieślników i złotników, określając je jako najlepsze wyroby na kontynencie. Anonim krótko nakreślił zwyczaje, tradycje i społeczeństwo hiszpańskie. Ze względu na jego zainteresowania tematyką religijną, wzbudził w nim zachwyt wysoki poziom wiedzy z zakresu teologii w Hiszpanii. Mieszkańców opisywał w samych superlatywach: jako szlachetnych i etycznych. Był pod ogromnym wrażeniem ich empatii, przychylności i dobroduszności. Lud hiszpański postawił jako wzór godny naśladowania przez inne kraje europejskie.